# 圣西普里安
圣西普里安（法語：Saint-Cyprien，法語發音：[sɛ̃ sipʁijɛ̃] ⓘ）是法国东比利牛斯省的一个市镇，属于佩皮尼昂区。

## 地理
圣西普里安（42°37'5"N, 3°0'23"E）面积15.8 平方千米，位于法国奧克西塔尼大區东比利牛斯省，该省份为法国大陆部分最南部的省份，涵盖了北加泰罗尼亚，北起奥德省，西接阿列日省和安道尔，南与西班牙接壤，东临地中海。
与圣西普里安接壤的市镇（或旧市镇、城区）包括：鲁西永地区卡内、阿莱尼亚、埃尔讷、拉图尔巴塞尔讷。
圣西普里安的时区为UTC+01:00、UTC+02:00（夏令时）。

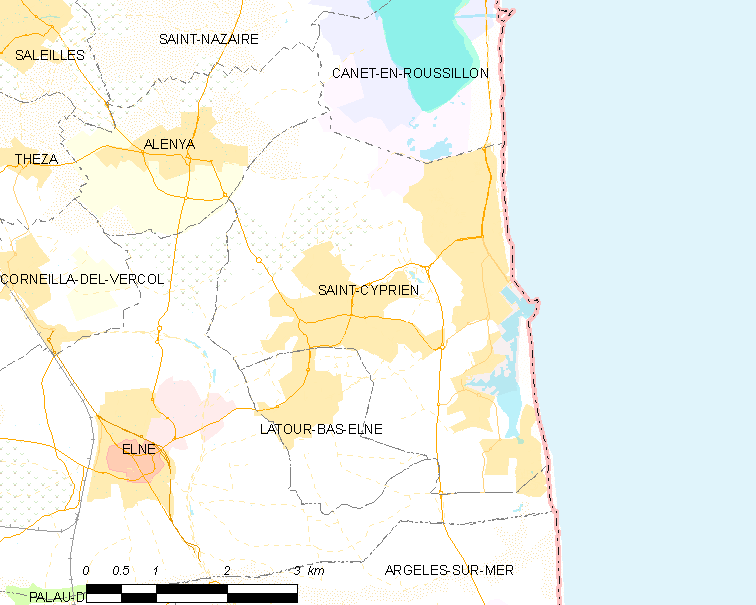
圣西普里安的OSM定位图

## 行政
圣西普里安的邮政编码为66750，INSEE市镇编码为66171。

## 政治
圣西普里安所属的省级选区为沙岸县。

## 人口

1962-2008年间圣西普里安人口变化图示

圣西普里安于2022年1月1日时的人口数量为11995人。